# Progress Group
Die Progress Group ist eine Tochtergesellschaft der Progress Holding AG, einer Maschinenbauholding mit Sitz in Brixen (Italien). Die Unternehmensgruppe ist auf die Entwicklung und den Bau von Maschinen und Anlagen für die Betonfertigteilindustrie spezialisiert. Sie setzt sich aus den Tochterfirmen EBAWE Anlagentechnik GmbH in Deutschland, Progress Maschinen & Automation AG,  Progress Software Development und Progress AG in Brixen (Südtirol, Italien), Tecnocom S.p.A. in Udine (Italien), Echo Precast Engineering NV (Houthalen, Belgien) und Ultra-Span Technologies Inc. (Manitoba, Kanada) zusammen. Zudem ist die Firmengruppe durch weitere Standorte in Amerika, Indien, China und Malaysia vertreten.

## Geschichte
Als Vorläufer der heutigen Unternehmensgruppe wurde die Progress AG im Jahr 1961 gegründet. In den ersten Jahren bildete die Produktion von Mauersteinen das Hauptgeschäftsfeld des Unternehmens. 1964 entwickelte Progress die erste Maschine zur Herstellung von Gitterträgern. Dies war zugleich der Beginn des Maschinenbaus.
In den 1970er Jahren wurde die Produktion von Elementdecken aufgenommen. 1976 wurde die erste selbst entwickelte Anlage zur Herstellung von Ziegeldecken verkauft. In den 1980er Jahren wurden die Neuentwicklungen im Maschinenbau mit einer Drahtrichtschneidemaschine mit neuartiger Richttechnik fortgesetzt. Zudem wurde 1989 die italienweit erste Decken-Umlaufanlage, entwickelt und gebaut von der eigenen Maschinenbau-Abteilung, in Betrieb genommen. Ab den 1990er Jahren setzte der Maschinenbau den Fokus verstärkt auf neue Technologien und Automatisierung. Am Ende des Jahrzehnts wurde das Produktportfolio des Bereichs Maschinenbau schließlich von Maschinen zur Bearbeitung von Betonstahl auf Mattenschweißanlagen erweitert.

## Unternehmensgruppe
Zum ersten Tochterunternehmen der Progress AG wurde im Jahr 1998 das  Maschinenbauunternehmen EBAWE Anlagentechnik aus Eilenburg bei Leipzig. Die beiden Firmen hatten bereits zuvor bei einigen Großprojekten zusammengearbeitet. Mit der Umwandlung der ursprünglichen Progress AG in eine Holding und der Trennung der beiden Geschäftszweige entstanden zwei weitere Tochtergesellschaften: Progress für den Baubereich und Progress Maschinen & Automation für das Maschinenbaugeschäft.
2010 wurde Tecnocom aus Udine (Italien), 2012 Echo Precast Engineering aus Houthalen (Belgien) und 2013 Ultra-Span Technologies aus Winnipeg (Kanada) in die Progress Holding aufgenommen. 2016 wurde das Tochterunternehmen Progress Software Development (PSD) gegründet, das branchenspezifische MES- und ERP-Systeme entwickelt.
Heute ist die Unternehmensgruppe ein Komplettanbieter von Maschinen und Anlagen für die Betonfertigteilindustrie. Zu den Hauptabsatzmärkten zählen Mittel- und Westeuropa, der Mittlere Osten und Südostasien.
Die Produktpalette umfasst Palettenumlaufanlagen und Schalungssysteme für die Betonfertigteilindustrie, Maschinen und Anlagen zur Bearbeitung von Betonstahl und für die Produktion von vorgespannten Betonfertigteilen sowie passende Softwarelösungen. Zudem produziert das Tochterunternehmen Progress Betonfertigteile in einem eigenen Werk und errichtet Objekte in Massivbauweise.